# غادة والي
غادة والي، وكيل الأمين العام للأمم المتحدة والمدير التنفيذي لمكتب الأمم المتحدة للمخدرات والجريمة ومدير مقر المنظمة الدولية (UNODC) في فيينا حالياً، ووزيرة التضامن الاجتماعي المصرية سابقاً. ولدت في مصر عام 1966. كلفها إبراهيم محلب، بتولي حقيبة وزارة التضامن الاجتماعي في وزارته الأولى واستمرت في منصبها في وزارته الثانية ووزارة شريف إسماعيل ووزارة مصطفى مدبولي.

## التأهيل العلمي
حصلت على بكالوريوس جامعة كولورادو بالولايات المتحدة 1987 في العلوم الانسانية ماجستير في العلوم الانسانية 1990 جامعة كولورادو في الولايات المتحدة دبلوم في إدارة التنمية الدولية في الجامعة الامريكية 1993، ودبلوم في التمويل متناهي الصغر جامعة كولورادو، بولدر 1996.

## مسيرتها المهنية
- وكيل الأمين العام للأمم المتحدة والمدير التنفيذي لمكتب الأمم المتحدة للمخدرات والجريمة ومدير مقر المنظمة الدولية في فيينا (UNODC) (فبراير 2020 - حتى الآن).[4][5][6]
- وزير التضامن الاجتماعي (24 فبراير 2014 - نوفمبر 2019)، وبهذه الصفة كانت تشغل المناصب الآتية: رئيس المجلس التنفيذي لوزراء الشؤون الاجتماعية العرب بالجامعة العربية والصندوق العربي للعمل الاجتماعي، رئيس مجلس إدارة الهيئة العامة لبنك ناصر الاجتماعي، رئيس مجلس إدارة المركز القومي للبحوث الاجتماعية والجنائية، رئيس مجلس إدارة المجلس القومي لمكافحـة الإدمان، رئيس مجلس إدارة صندوق مكافحة وعلاج الإدمان والتعاطي، رئيس مجلس إدارة الهيئة القومية للتأمين الاجتماعي، نائب رئيس مجلس إدارة الهلال الأحمر المصري، عضو مجلس أمناء المعهد القومي للإدارة.
- أمين عام الصندوق الاجتماعي للتنمية (2011 - 2014).[7][8]
- رئيس الجمعية المصرية للمنشآت الصغيرة والمتوسطة.[3]
- خبيرة في برنامج الأمم المتحدة الإنمائي.[3]
- عضو سابق في اللجنة الاقتصادية بالمجلس القومى للمرأة.[3]
- مساعدة الممثل المقيم بـبرنامج الأمم المتحدة الإنمائي بـالقاهرة منذ عام 2004.
- مديرة لبرنامج هيئة كير الدولية في مصر (2001 - 2004).
- كبيرة موظفين وقائدة فريق القروض الصغيرة ببرنامج تنمية المجتمع، إضافة إلى المنحة الاجتماعية للتنمية، كما أنها عضو مجلس جمعية إنجاز غير الأهلية.[9]

## إسهامات
- برنامج تكافل وكرامة في مارس 2015 حيث يقدم البرنامج دعماً نقدياً تحويلات نقدية للأسر الفقيرة التي لديها أطفال في المدارس بشرط استمرارهم في الدراسة، كما يقدم تحويلات لكبار السن والمعاقين غير قادرين على العمل.[10][11]
- برنامج تطوير الحضانات حيث يوفر خدمات تعليمية وتربوية موسعة وذات جودة عالية للأطفال في المرحلة العمرية من (0-4 سنوات). ويشمل البرنامج 4 محاور رئيسية تتمثل في جودة وكفاءة الممارسات المهنية، الحوكمة والتشبيك والدعوة، التوسع في تأسيس حضانات جديدة، تطوير حضانات أهلية قائمة.
- مبادرة «سكن كريم» والتي تهدف إلى توفير الخدمات الأساسية للأسر الفقيرة والمحرومة من مياه شرب نقية وصرف صحي وترميم سقف لمنزل الأسرة لكفالة حقها في العيش في سكن كريم، وتوفير فرص عمل في مشروعات كثيفة العمالة خاصة للشباب.[12]
- برنامج «فرصة» وهو أحد البرامج التكميلية لتكافل وكرامة والذي يهدف إلى توفير فرص عمل للشباب العاطلين، لمن تم رفضهم في برنامج الدعم النقدي والقادرين على العمل، من خلال توقيع بروتوكولات مع الجمعيات الأهلية وجمعيات المستثمرين وبالتعاون مع جهاز المشروعات الصغيرة ووزارة التجارة.
- بنك ناصر الاجتماعي حيث يستفيد من خدمات بنك ناصر الاجتماعي من إقراض اجتماعي ومساعدات وزكاة. فضلا عن البدء في تمويل عدد من المتعافين من الإدمان بالتعاون مع صندوق مكافحة المخدرات التابع للوزارة، عن طريق توفير مشروعات صغيرة يمولها البنك.
- المطلقات حيث يقوم صندوق تأمين الأسرة التابع لبنك ناصر بصرف نفقة للمطلقات.
- دشنت صندوق «خاصة» والذي يكفل علاج المدمنين ويساعدهم في تنفيذ مشروعات يمكن من خلالها توفير حياة كريمة لهم، ومنذ أن بدأ الصندوق حملته استطاع أن يعالج  104 ألف مدمن، في 21 مركز علاجى شريك مع الخط الساخن  للصندوق في (12) محافظة.
- برنامج حماية أطفال بلا مأوى لضم هؤلاء الأطفال في مؤسسات رعاية تساعدهم على دمجهم في المجتمع من جديد وتوفير أكبر قدر من الحماية لهم، استطاعت الوزارة برئاسة والي من خلال هذا البرنامج من دمج 6281 ما بين أطفال بلا مأوى بعدد 1694 وأطفال عمالة بعدد 3356 وأطفال أسر في الشارع 1231، بالإضافة إلى دمج 523 طفلاً من الأسر ومؤسسات الرعاية.
- كما استطاعت الوزارة في عهدها، تمرير قانون حقوق الأشخاص ذوي الإعاقة، والذي منح من خلاله امتيازات جديدة للأشخاص المعاقين، بالإضافة إلى تدشين صندوق «عطاء» في بنك ناصر التابع للوزارة والذي يهتم بتمويل قضايا ذوي الإعاقة.[10][13][14]
- خصصت الوزارة برئاسة والي 10 ملايين جنيه لمشروع «حماية وتأهيل وتمكين الأشخاص ذوى الإعاقة» للعام المالي 2017/2018، بهدف توفير رعاية جيدة وتأهيل ملائم وحماية اجتماعية متكاملة لتمكينهم للأشخاص ذوى الإعاقة بالشراكة مع المجتمع المدني والقطاع الخاص.[15]
- دشنت خلال فترة وجودها في الوزارة الحملة القومية لمكافحة المخدرات من خلال صندوق مكافحة المخدرات التابع للوزارة وكانت الحملة ضمن إستراتيجية قومية دشنتها لمكافحة المخدرات.[10]
- وأطلقت حملة إعلانية كبيرة للحد من انتشار المخدرات كان بطلها اللاعب المصري العالمي، محمد صلاح.[10]
- وخلال عام 2019 انتهت الوزارة برئاسة والي من إعداد قانون جديد للتأمينات الاجتماعية سيبدأ تطبيقه من أول يناير 2019، وينهي هذا القانون التشابك بين أموال هيئة التأمينات والتي تتبع وزارة التضامن ووزارة المالية.
- كما افتتحت والي كوزيرة التضامن الاجتماعى وكرئيس مجلس إدارة صندوق مكافحة وعلاج الإدمان والتعاطي، أول مركز مُتخصص لعلاج مرضى الإدمان بمحافظات الصعيد، سمالوط، محافظة المنيا.[16]
- تدشين موقع إلكترونى رسمي للهيئة القومية للتأمين الاجتماعي.[17]
- توقيع بروتوكول تعاون ثلاثي بين الوزارة وتمثلها والي وشركة بيبسيكو مصر وهيئة كير مصر، لإطلاق برنامج “عايشين بخيرها” ويهدف البرنامج إلى إلقاء الضوء على مشاكل التغذية والأمن الغذائي وتحقيق المساواة بين الجنسين في القطاع الزراعي.[18][19]
- إطلاق حملة توعية عن تطور مرحلة الطفولة المبكرة بالتعاون مع اليونيسيف والتي تُركز على دور الأب.[20]
- وضع حجر الأساس مجمع العلوم الصحية لمستشفى 57357.[21]
- وضع حجر الأساس لمشروع تطوير مؤسسة التثقيف الفكري للفتيات بمصر القديمة إحدى أقدم المؤسسات في مصر لرعاية ذوي الإعاقة الذهنية من الفتيات، حيث توفر لهن الإقامة والخدمات المتكاملة.[22]
- إصدار قانون الجمعيات الأهلية
- اللجنة العليا للأسر البديلة
- إطلاق حملة توعوية «عيلة لكل طفل»، بالتعاون مع هيئة إنقاذ الطفولة في إطار العمل المشترك نحو التوعية بمنظومة الأسر البديلة وتوعية المجتمع بضرورة توفير رعاية أسرية جيدة لكل طفل إما في أسرهم الطبيعية أو عن طريق تقديم رعاية بديلة لهم في حالة فقدان الأسرة.[23]

## التكريم والجوائز
- مُنحت غادة والي جائزة أفضل وزارة في العالم من منظمة الصحة العالمية كأفضل وزارة غير متخصصة في الصحة لجهودها في تحقيق أهداف التنمية المستدامة ومنع العدوي وتحسين الصحة.[24][25]
- كرم المركز الإعلامي العربي بالقاهرة غادة والي، باعتبارها نموذجاً للنجاح والعطاء وتقديرا لجهودها وإحداث نقلة نوعية في وزارة التضامن الاجتماعي.[26]